# Meester Ghybe

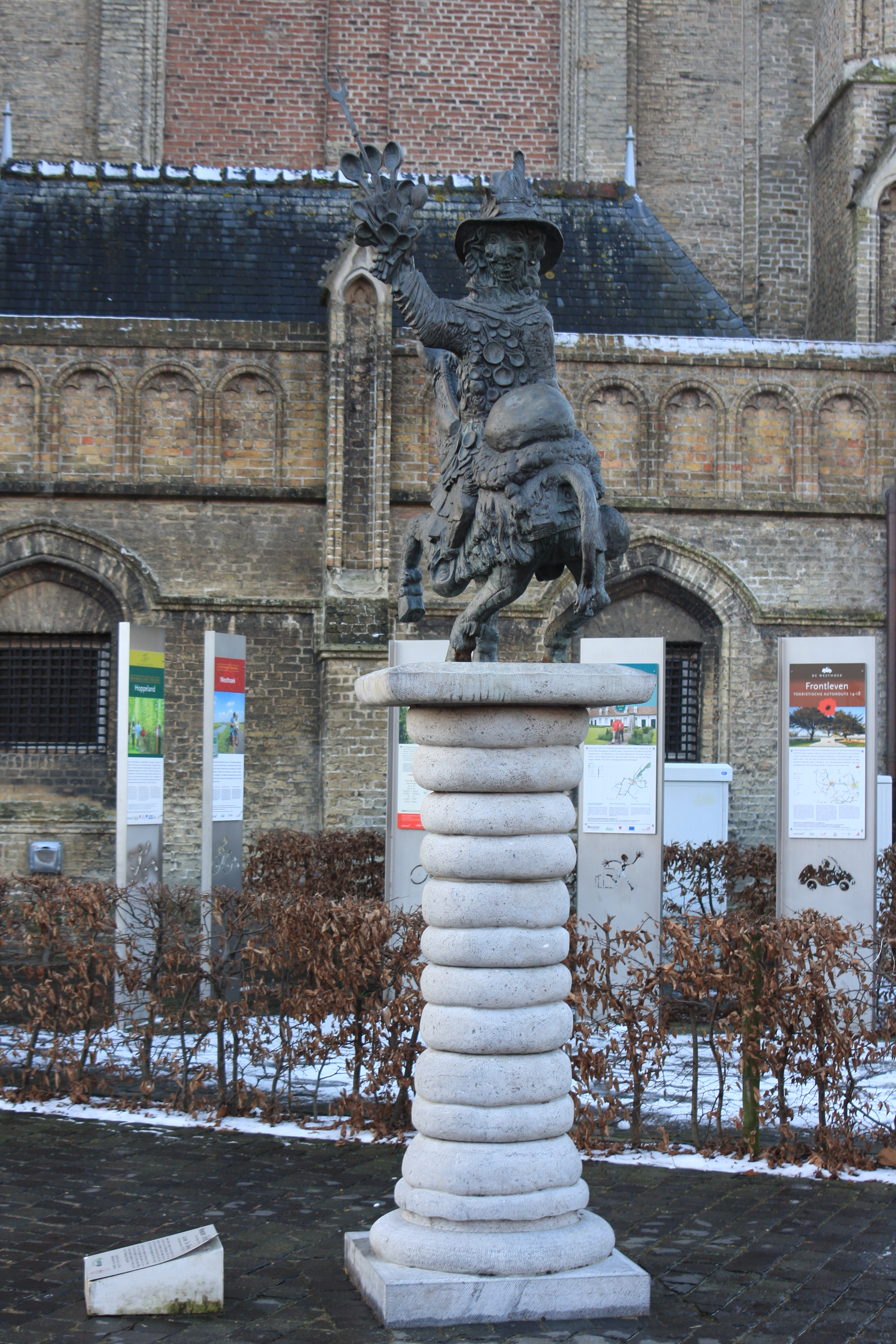
Standbeeld op de Grote Markt van Poperinge, gerealiseerd door Lucien De Gheus

Meester Ghybe is een fictieve, folkloristische persoon uit de Belgische stad Poperinge. De figuur gaat terug tot de middeleeuwen en is het symbool van de concurrentie in de lakenindustrie tussen de steden Poperinge en Ieper. Meester Ghybe drijft de spot met Ieper, de grote concurrent van Poperinge.

## Geschiedenis
Begin 14e eeuw kende geheel Vlaanderen een bloeiende lakennijverheid. De grote centra, Gent, Brugge en Ieper, wilden hun eigen markt beschermen.
Er was reeds een eerste voorrecht voor Ieper uitgesproken op 28 oktober 1322, maar dat was onvoldoende. Lodewijk I, graaf van Vlaanderen, wijzigde op 7 februari 1324 dit voorrecht voor Ieper. "Er mocht vanaf nu geen laken meer geweven, geschoren of geverfd worden in een omtrek van 3 uur buiten Ieper; indien men zich daar niet aan hield volgde een boete van 50 pond en een verbeurdverklaring van de getouwen."
Dit kwam heel slecht uit voor Poperinge, dat slechts op 12 km van Ieper ligt. De Poperingenaars verzetten zich tegen dit voorrecht door wel nog laken te produceren of andere activiteiten in verband met de lakenindustrie. Het was volgens meerdere "slimme" lakenwevers meer dan 3 uur wandelen van Poperinge naar Ieper.
Hierdoor ontstond er een hevige strijd tussen Poperinge en Ieper. De drie Vlaamse steden kwamen aanzetten met een leger om de Poperingenaars het zwijgen op te leggen. Dit gebeurde in mei 1341. Beide partijen verloren in de strijd hun leiders, bij Poperinge Jacob Bets en bij Ieper Jan de Houtkerke. Tegen de overmacht kon Poperinge niets beginnen. Vanaf nu zou men in Poperinge geen laken meer weven.
Wat niet mocht, gebeurde wel nog: in Poperinge bleef men laken produceren. Er volgde een proces dat werd verloren. Daarmee was de vete tussen Poperinge en Ieper nog bijlange niet opgelost. De Poperingenaars zochten een leuke manier om weerwraak te nemen. Hierbij gebruikten ze het wapen van de spot. Men stichtte in Poperinge de Gilde van de Kei (1372) met als frontman Meester Ghybe.
Tot op heden rest er nog steeds een soort rivaliteit tussen Poperinge en Ieper. Als alternatief voor de teloorgegane lakenhandel werd hop geteeld.

## Wie?
Meester Ghybe is zowat de Don Quichotte van Poperinge. Hij zat achterstevoren op een ezel met voor zich een kei van 83 pond op een kussen. Als harnas droeg hij potten en pannen. Hij was bewapend met een pollepel en een spit. Samen met zijn volgelingen die net als hij gekleed waren, liep hij mee in stoeten en optochten.
Ghybe was niet zomaar gekozen, hij was het symbool van de drie grote steden, namelijk G(h)ent, Yper (Ieper) en Brugge. Zijn ezel stelt Vlaanderen voor, dat niet goed bestuurd werd. De kei die hij bij zich had is het symbool van de Poperingenaars. Ze worden ook wel keikop genoemd.

## In populaire cultuur
- Meester Ghybe is nog steeds een onderdeel van de Poperingse Hoppestoet.
- Het cultureel centrum van Poperinge is naar deze figuur genoemd, CC De Ghybe.
- Lucien De Gheus, Poperingenaar, maakte naar hem een bronzen beeld dat staat aan het Vroonhof.
- Nele Boudry, afkomstig van Poperinge, maakte ook een bronzen beeld en dat staat in het Hopmuseum.
- Er is voor kinderen een stadszoektocht om meester Ghybe te leren kennen, de Keikoppentocht.